# 星秀明
星 秀明（ほし ひであき、1948年3月11日 - ）は、日本の外交官。福島県いわき市出身。元エストニア特命全権大使(初代常駐大使)。元外務省参与。株式会社ドトール・日レスホールディングス取締役。東京外国語大学ドイツ語学科卒業。2022年、瑞宝中綬章受章。

## 経歴
- 1948年（昭和23年） 福島県いわき市生まれ[1]。福島県立磐城高校卒。
- 1972年（昭和47年）4月 外務省入省。外務省欧亜局西欧第一課配属。
その後、西ベルリン、プラハ、クアラルンプール、ハンブルク、ウィーンの各在外公館にて勤務。外務本省では欧亜局(現欧州局)、経済局、経済協力局、大臣官房人事課にて勤務。[1]
- 1988年10月 在ハンブルク日本国総領事館首席領事
- 2001年5月 外務省欧州局欧州国際機関室室長(EU、NATO、OSCE、欧州評議会を所掌)
- 2004年8月 外務省大臣官房調査官（人事）
- 2006年（平成18年） 在ペナン総領事[1]。
- 2010年（平成22年）1月 エストニア特命全権大使（初代常駐大使）[3]。
- 2012年（平成24年）10月 エストニア大使退任[4]。
- 2013年4月1日 - 外務省参与（成田担当大使）[5]
- 2013年5月 - 株式会社ドトール・日レスホールディングス取締役

## 同期
- 小松一郎（13年内閣法制局長官・11年駐フランス大使・08年駐スイス大使・05年外務省国際法局長・03年外務省欧州局長）
- 武藤正敏（10年駐韓大使・07年駐クウェート大使）
- 神余隆博（12年関西学院大学副学長・08年駐ドイツ大使・06年国連大使（次席））
- 橋広治（10年駐パプアニューギニア大使）
- 川田正博(10年駐マリ大使)
- 峯村保雄（11年駐エルサルバドル大使）
- 横田順子（10年駐ラオス大使）